# زبيدي مماثل
زبيدي مماثل (الاسم العلمي:Peprilus simillimus) (بالإنجليزية: Pacific pompano)‏ هو نوع من الأسماك يتبع جنس الزبيدي البيبريلي من فصيلة الأسماك الزبيدية.